# Mather, Pennsylvania

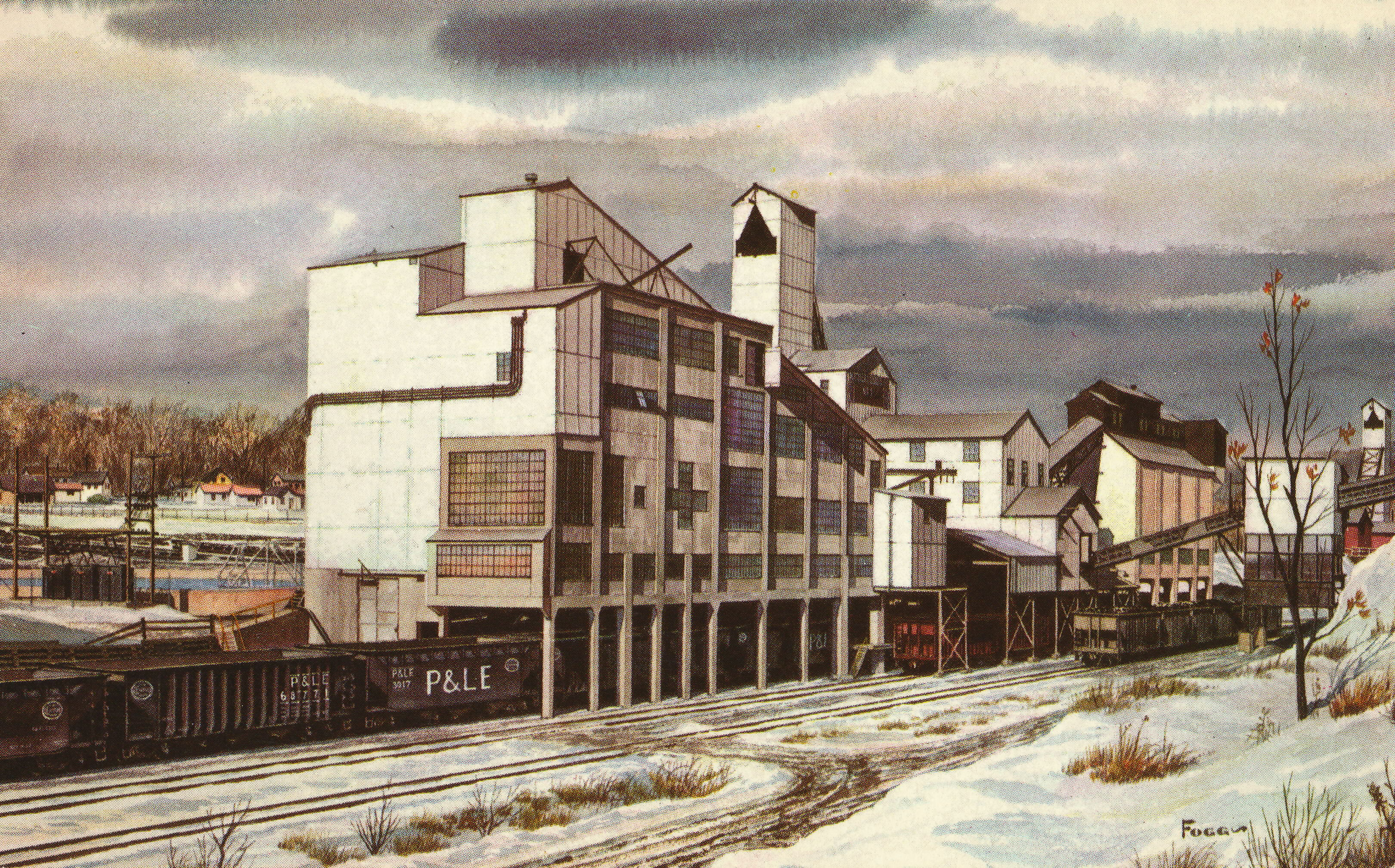
Vykort över Mathergruvan

Mather är ett område i delstaten Pennsylvania, USA. Området är ett så kallat census designated place och har ingen egen styrning. Istället styrs området från Morgan Township i samma County. Området används som statistisk enhet vid t.ex. folkräkningar. Vid den senaste folkräkningen 2010 hade samhället 737 invånare fördelade på 312 hushåll. Området började byggas 1918 i samband med att Pickands Mather Collieries öppnade upp den lokala gruvan. 1928 inträffade en gasexplosion i gruvan och 195 personer omkom. Gruvkatastrofen räknas som den näst värsta i Pennyslvanias historia och sjätte dödligaste i USA:s historia. 1964 stängdes gruvan.